# The Black Phone 2
The Black Phone 2 är en amerikansk skräckfilm som har en planerad premiär den 17 oktober 2025. Filmen är regisserad av Scott Derrickson som även skrivit filmen manus tillsammans med C. Robert Cargill. Filmen är en uppföljare till The Black Phone från 2021.

## Rollista (i urval)
| Mason Thames     | – Finney      |
| Madeleine McGraw | – Gwen        |
| Ethan Hawke      | – The Grabber |
| Jeremy Davies    | – Terrence    |
| Demián Bichir    |               |